# Rui Komatsu
Rui Komatsu (小松 塁?, Komatsu Rui; Kōchi, 29 agosto 1983) è un ex calciatore giapponese, di ruolo attaccante.